# キャンパーダウンの海戦における戦闘序列

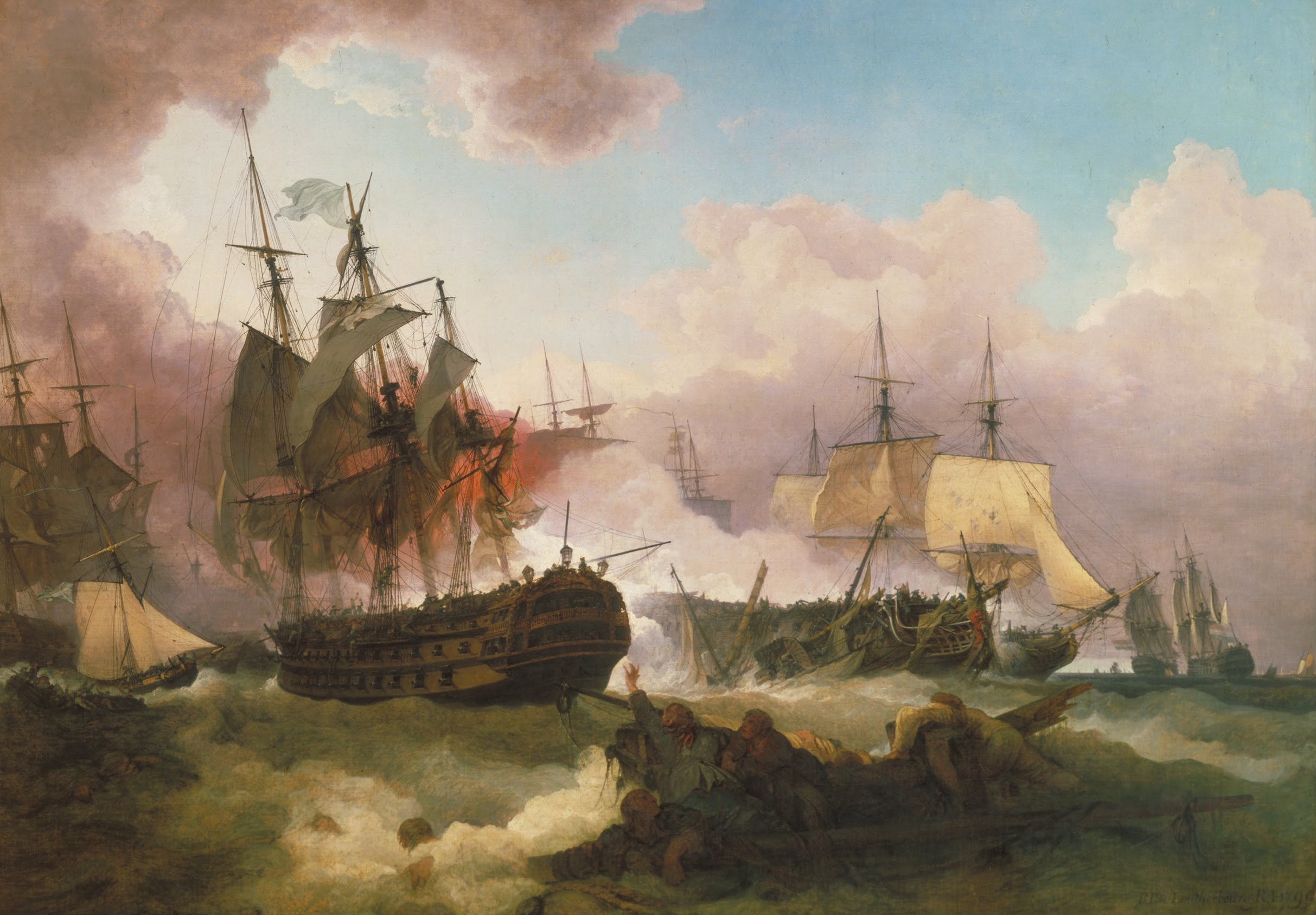
フィリップ・ジェイムズ・ド・ラウザーバーグの「キャンパーダウンの海戦」 (1799年)。

キャンパーダウンの海戦における戦闘序列（キャンパータウンのかいせんにおけるせんとうじょれつ）について述べる。

## キャンパーダウンの海戦
キャンパーダウンの海戦はフランス革命戦争中の1797年10月11日、北ホラントのカンペルデュイン沖で、アダム・ダンカン提督率いるイギリス艦隊とヤン・ウィレム・デ・ウィンテル提督率いるオランダ艦隊との間において行われた海戦である。フランス第一共和政は海戦の2年前にオランダ共和国へ侵攻し、バタヴィア共和国を樹立していた。1797年の初め、バタヴィア共和国海軍の艦隊は、ブレストに集結しフランス大西洋艦隊と連合した上でアイルランドに侵攻せよとの命令を受け、準備を進めていた。その後しばらくたって、給金と待遇の改善を求めて水兵がスピットヘッドとノアの反乱を起こしたことによりイギリス艦隊は機能不全に陥り、2ヶ月もの間イギリス海峡を防衛する戦力が存在しない状態であった。しかし、侵攻作戦の準備がまだ完了していなかったオランダ艦隊は、反乱に参加しなかったダンカン率いる少数の戦隊が未知のイギリス艦隊が視界外に存在するかのように見せかけるためにでたらめの信号を送り続けたことも影響して、根拠地であるテセルから出港することはなかった。
1797年の10月までにアイルランドへの侵攻計画は中止された。イギリス北海艦隊は再び戦力を回復した。艦隊がグレート・ヤーマスにて補給を受けていた10月10日、ダンカンの元にオランダ艦隊が出撃したとの情報が入り、これを受けてイギリス艦隊はオランダ沖へと向かったところ、テセルへと帰還するデ・ウィンテルの艦隊と会敵した。沿岸域の浅瀬にオランダ艦隊は単縦陣を組んでこれを迎撃しようとしたが、イギリス艦隊は陣形に乱れが生じていた。そのためイギリス艦隊は二つの集団に分かれてしまったが、結果的にオランダ艦隊の前衛と後衛を各個撃破する形となり、オランダ艦隊を圧倒。デ・ウィンテル提督の旗艦、フレイヘイトを含む11隻のオランダ艦船を鹵獲した。しかし、帰路に於いて鹵獲した艦船の内3隻を失い、残った戦利艦も現役として使用に耐えうるものはなかった 。この戦闘において双方とも多くの死傷者を出したが、これはオランダ艦隊とイギリス艦隊ともに敵の乗組員に最も損害を与えることのできる船体を狙うように訓練されていたことに起因する。
また、海戦の結果には双方の艦隊に蔓延していた社会的な不安も影響した。イギリス海軍では依然として続く反乱による多大な悪影響が生じていた。また、オランダ海軍の水兵はフランスの姉妹共和国としての自国の立場に不満を持っており、士官とは対照的に追放されたオラニエ＝ナッサウ家を支持する者が多かった。特にオランダ艦隊は長きにわたる海上封鎖により士気と練度が低下しており、結果として熟練度の高いイギリス艦隊の乗組員と比べて水夫や砲手の質が劣っていた。加えて、オランダの艦船は水深の浅いオランダの沿岸を航行する必要性から喫水を浅くするために構造を弱く造られていたことにより、外洋での行動を前提としたイギリスの艦船と比べて、戦闘時に不利になってしまった。ただ、オランダ戦列艦は砲弾一発当たりの重量においてイギリス艦隊よりも優れており、武装の充実したブリッグやフリゲートも含めるとこの差が顕著に現れた。同時代のイギリスとは対照的にこれらの小型艦は積極的に戦闘で用いられ、戦列艦と戦列艦との間の隙間を埋める役割を果たした。

## 戦闘序列
以下の表では先頭艦から順に艦船を並べている。死傷者数の欄は出来るだけ確実なものを表記した。 (戦闘の性質上、オランダ側の損失は正確に数えるのが難しい。) 戦死又は戦傷死した士官については名前の後に「 †」を記している。砲門数の欄については、カロネード砲は伝統的にイギリス海軍の等級制度では戦列艦の等級を分類する時に砲門数に含めなかったため、実際の砲門数は表中のものよりも多い可能性がある。
- * 紫色は戦闘中に鹵獲された艦を示す。

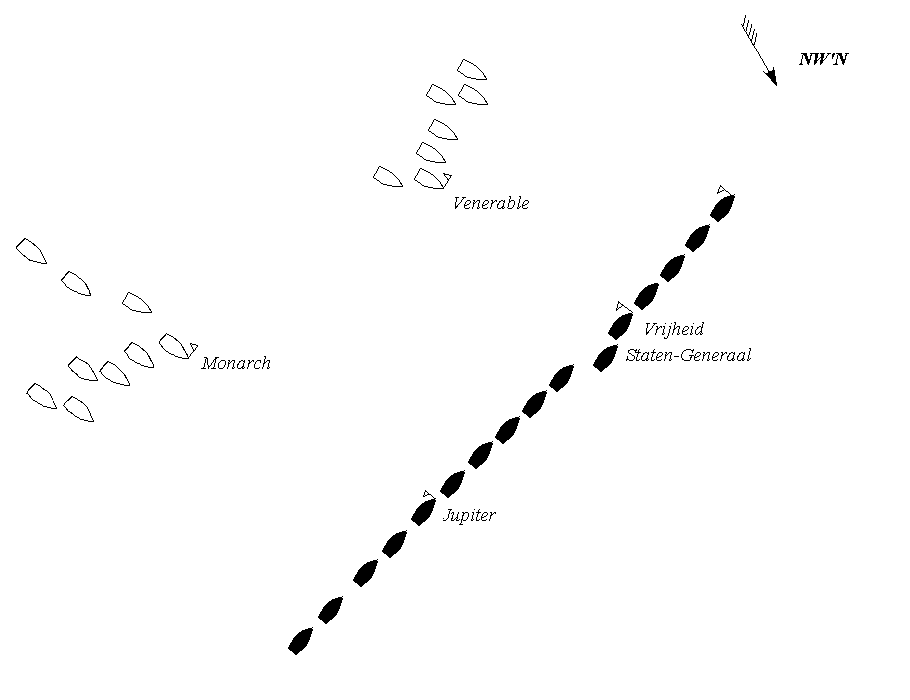
両艦隊の陣形の模式図。
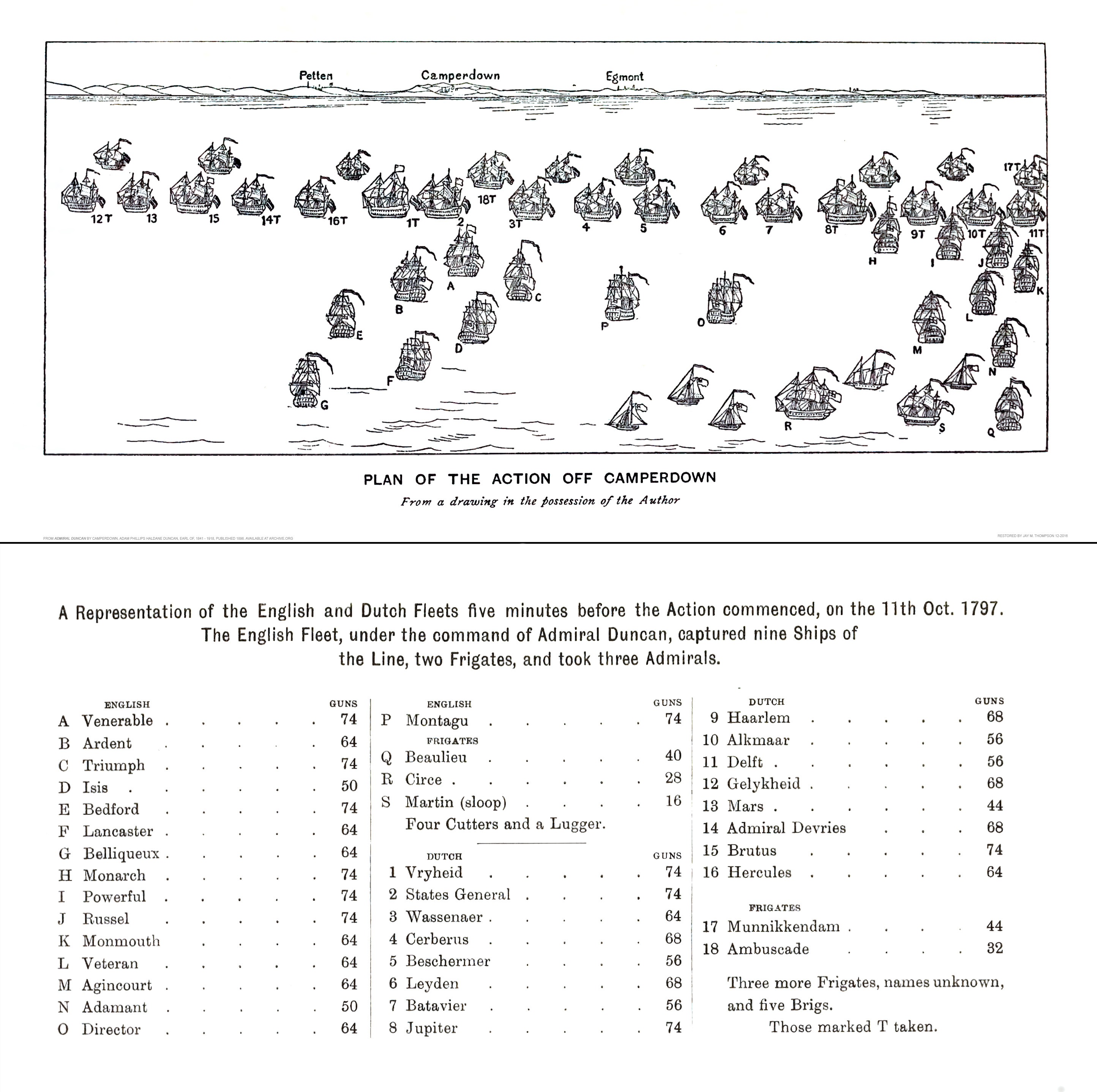
戦闘開始5分前の両艦隊の艦艇の位置関係を表した図。

### イギリス艦隊
| 艦名                               | 戦列艦の等級 | 砲門数       | 指揮官                                                          | 死傷者数     | 死傷者数     | 死傷者数     | 備考                                       |              |              |              |
| 艦名                               | 戦列艦の等級 | 砲門数       | 指揮官                                                          | 戦死         | 負傷         | 合計         | 備考                                       |              |              |              |
| 風上側の戦列                       | 風上側の戦列 | 風上側の戦列 | 風上側の戦列                                                    | 風上側の戦列 | 風上側の戦列 | 風上側の戦列 | 風上側の戦列                               | 風上側の戦列 | 風上側の戦列 | 風上側の戦列 |
| ---------------------------------- | ------------ | ------------ | --------------------------------------------------------------- | ------------ | ------------ | ------------ | ------------------------------------------ | ------------ | ------------ | ------------ |
| トライアンフ (英: Triumph)         | 3等艦        | 74門         | ウィリアム・エシントン大佐                                      | 29           | 55           | 84           | 船体とマストに損傷、10門の砲が破壊された。 |              |              |              |
| ヴェネラブル (英: Venerable)       | 3等艦        | 74門         | アダム・ダンカン大将 ウィリアム・ジョージ・フェアファックス大佐 | 15           | 62           | 77           | 船体とマストに極めて重大な損傷。           |              |              |              |
| アーデント (英: Ardent)            | 3等艦        | 64門         | リチャード・ランドル・バージェズ大佐 †                          | 41           | 107          | 148          | 船体とマストに極めて重大な損傷。           |              |              |              |
| ベッドフォード (英: Bedford)       | 3等艦        | 74門         | サー・トーマス・バイアード大佐                                  | 30           | 41           | 71           | 船体と索具に重大な損傷。                   |              |              |              |
| ランカスター (英: Lancaster)       | 3等艦        | 64門         | ジョン・ウェルズ大佐                                            | 3            | 18           | 21           | 損傷は軽微。                               |              |              |              |
| ベリクー (英: Belliqueux)          | 3等艦        | 64門         | ジョン・イングリス大佐                                          | 25           | 78           | 103          | 船体と索具に重大な損傷。                   |              |              |              |
| アダマント (英: Adamant)           | 4等艦        | 50門         | ウィリアム・ホサム大佐                                          | 0            | 0            | 0            | 損害なし。                                 |              |              |              |
| アイシス (英: Isis)                | 4等艦        | 50門         | ウィリアム・ミッチェル大佐                                      | 2            | 21           | 23           | 損傷は軽微。                               |              |              |              |
| サース (英: Circe)                 | 6等艦        | 28門         | サー・ピーター・ハルケット大佐                                  | 0            | 0            | 0            | 戦闘に参加せず。                           |              |              |              |
| 風下側の戦列                       |              |              |                                                                 |              |              |              |                                            |              |              |              |
| ラッセル (英: Russell)             | 3等艦        | 74門         | ヘンリー・トロロープ大佐                                        | 0            | 7            | 7            | 損傷は軽微。                               |              |              |              |
| ディレクター (英: Director)        | 3等艦        | 64門         | ウィリアム・ブライ大佐                                          | 0            | 7            | 7            | マストと索具が損傷。                       |              |              |              |
| モンタギュー (英: Montagu)         | 3等艦        | 74門         | ジョン・ナイト大佐                                              | 3            | 5            | 8            | 損傷は軽微。                               |              |              |              |
| ヴェテラン (英: Veteran)           | 3等艦        | 64門         | ジョージ・グレゴリー大佐                                        | 4            | 21           | 25           | 3門の砲が破壊されるも、損傷は軽微。        |              |              |              |
| モナーク (英: Monarch)             | 3等艦        | 74門         | サー・リチャード・オンスロー中将 エドワード・オブライエン大佐   | 36           | 100          | 136          | 船体とマストに極めて重大な損傷。           |              |              |              |
| パワフル (英: Powerful)            | 3等艦        | 74門         | ウィリアム・オブライエン・ドルリー大佐                          | 10           | 78           | 88           | 船体とマストに重大な損傷。                 |              |              |              |
| モンマス (英: Monmouth)            | 3等艦        | 64門         | ジェームズ・ウォーカー大佐                                      | 5            | 22           | 27           | 損傷は軽微。                               |              |              |              |
| アジンコート (英: Agincourt)       | 3等艦        | 64門         | ジョン・ウィリアムソン大佐                                      | 0            | 0            | 0            | 損傷は極めて軽微。                         |              |              |              |
| ボーリュー (英: Beaulieu)          | 5等艦        | 40門         | フランシス・ファイエルマン大佐                                  | 0            | 0            | 0            | 損害なし。                                 |              |              |              |
| 小型艦                             |              |              |                                                                 |              |              |              |                                            |              |              |              |
| マーティン (英: Martin)            | スループ     | 16門         | チャールズ・バジェット中佐                                      | 0            | 0            | 0            | 戦闘に参加せず。                           |              |              |              |
| ローズ (英: Rose)                  | カッター     | 10門         | ジョセフ・ブロディー大尉                                        | 0            | 0            | 0            | 戦闘に参加せず。                           |              |              |              |
| キング・ジョージ (英: King George) | カッター     | 12門         | ジェームズ・レインズ大尉                                        | 0            | 0            | 0            | 戦闘に参加せず。                           |              |              |              |
| アクティブ (英: Active)            | カッター     | 12門         | J・ハミルトン大尉                                               | 0            | 0            | 0            | 戦闘に参加せず。                           |              |              |              |
| ディリジェント (英: Diligent)      | カッター     | 6門          | T・ドーソン大尉                                                 | 0            | 0            | 0            | 戦闘に参加せず。                           |              |              |              |
| スペキュレーター (英: Speculator)  | ラガー       | 8門          | H・ヘイルズ大尉                                                 | 0            | 0            | 0            | 戦闘に参加せず。                           |              |              |              |
| 死傷者数合計: 戦死203、負傷622     |              |              |                                                                 |              |              |              |                                            |              |              |              |

### バタヴィア共和国艦隊
| 戦列 (単縦陣)                                                                         | 戦列 (単縦陣)   | 戦列 (単縦陣) | 戦列 (単縦陣)                                                         | 戦列 (単縦陣) | 戦列 (単縦陣) | 戦列 (単縦陣) | 戦列 (単縦陣) | 戦列 (単縦陣) |
| 艦名                                                                                  | 戦列艦の等級    | 砲門数        | 指揮官                                                                | 死傷者数      | 死傷者数      | 死傷者数      | 備考 |               |
| 艦名                                                                                  | 戦列艦の等級    | 砲門数        | 指揮官                                                                | 戦死          | 負傷          | 合計          | 備考 |               |
| ------------------------------------------------------------------------------------- | --------------- | ------------- | --------------------------------------------------------------------- | ------------- | ------------- | ------------- | --- | ------------- |
| ヘレイクヘイト (蘭: Gelijkheid) *                                                     | 3等艦           | 68門          | H・A・ルエイス大佐                                                    | 戦死40        | 戦死40        | 戦死40        | 重大な損傷を受け、マストを喪失したとみられる。 15時10分に捕獲され、ゲリクヘイド (英: Gelykheid) と改名された後、イギリス海軍に編入。              |               |
| ベッシェルマー (蘭: Beschermer)                                                       | 4等艦           | 56門          | ドーイッツェ・エールケス・ヒンクスト大佐 †                            | 不明          | 不明          | 不明          | 損傷は軽微。 |               |
| ヘルクレス (蘭: Hercules) *                                                           | 3等艦           | 64門          | ルエイソールト中佐                                                    | 不明          | 不明          | 不明          | 船体に極めて重大な損傷を受け、炎上。ミズンマストを喪失。捕獲され、デルフト (英: Delft) と改名された後、イギリス海軍に編入。                       |               |
| アドミラール・チェリク・ヒッデス・デ・フリース (蘭: Admiraal Tjerk Hiddes De Vries) * | 3等艦           | 68門          | J・B・ゼーヘルス大佐                                                  | 不明          | 不明          | 不明          | 重大な損傷を受け、マストを喪失したとみられる。15時に捕獲され、デヴリーズ (英: Devries) と改名された後、イギリス海軍に編入。                       |               |
| フレイヘイト (蘭: Vrijheid) *                                                         | 3等艦           | 74門          | ヤン・ウィレム・デ・ウィンテル中将 L・W・ファン・ロッサム中佐 †       | 58            | 98            | 156           | 船体に極めて重大な損傷を受け、マストを喪失。15時15分に捕獲され、ヴリヘイド (英: Vryheid) と改名された後、イギリス海軍に編入。                     |               |
| スターテン・ヘネラール (蘭: Staaten Generaal)                                         | 3等艦           | 74門          | サムエル・ストーリ少将                                                | 20            | 40            | 60            | 船体に重大な損傷、マストと索具に軽微な損傷。 |               |
| ヴァッセナール (蘭: Wassenaar) *                                                      | 3等艦           | 64門          | A・ホラント中佐 †                                                     | 不明          | 不明          | 不明          | 損傷を受け、捕獲された。ワッセナー (英: Wassenaer) と改名された後、イギリス海軍に編入。                                                           |               |
| バタヴィア (蘭: Batavier)                                                             | 4等艦           | 56門          | サウテル中佐                                                          | 不明          | 不明          | 不明          | 損傷は軽微。 |               |
| ブルートゥス (蘭: Brutus)                                                             | 3等艦           | 74門          | ヨハン・アーノルド・ブロイス・ファン・トレスロング少将 ポルデルス代将 | 10            | 50            | 60            | 損傷は軽微。 |               |
| レエイデン (蘭: Leijden)                                                              | 3等艦           | 68門          | J・D・ミュスクェティール中佐                                          | 不明          | 不明          | 不明          | 損傷は軽微。 |               |
| マルス (蘭: Mars)                                                                     | 5等艦、レイジー | 44門          | D・H・コルフ中佐                                                      | 1             | 14            | 15            | ミズンマスト喪失。 |               |
| ケルブルス (蘭: Cerberus)                                                             | 3等艦           | 68門          | ヤコブセン中佐                                                        | 5             | 9             | 14            | 損傷は軽微。 |               |
| ユピテル (蘭: Jupiter) *                                                              | 3等艦           | 72門          | ヘルマヌス・レエインチェス少将 †                                      | 戦死61        | 戦死61        | 戦死61        | 船体と索具に深刻な損傷、メインマストとミズンマスト喪失。13時45分に捕獲され、キャンパーダウン (英: Camperdown)と改名された後、イギリス海軍に編入。 |               |
| ハールレム (蘭: Haarlem) *                                                            | 3等艦           | 68門          | O・ヴィッヘルツ大佐                                                   | 死傷者多数    | 死傷者多数    | 死傷者多数    | 船体に深刻な損傷を受け、ミズンマスト喪失。13時15分に捕獲され、ハーレム (英: Haerlem) と改名された後、イギリス海軍に編入。                         |               |
| アルクマール (蘭: Alkmaar) *                                                          | 4等艦           | 56門          | J・W・クラフト大佐                                                    | 26            | 62            | 82            | 船体に深刻な損傷を受け、戦闘終了直後にマストを喪失。14時30分に捕獲され、アルクマー (英: Alkmaar) と改名された後、イギリス海軍に編入。             |               |
| デルフト (蘭: Delft) *                                                                | 4等艦           | 56門          | ゲルリト・フェルドーレン・ファン・アスペレン大佐                      | 43            | 76            | 119           | 船体に深刻な損傷を受け、14時15分に捕獲された。イギリスへ回航中に沈没し、34名が死亡。                                                              |               |
| フリゲート戦列                                                                        |                 |               |                                                                       |               |               |               | |               |
| アタランテ (蘭: Atalante)                                                             | ブリッグ        | 18門          | B・プレッツ中佐                                                       | 不明          | 不明          | 不明          | |               |
| ヘルディン (蘭: Heldin)                                                               | 5等艦           | 32門          | ヨハン・フェルディナンド・デュメスニル・デ・レストリーレ中佐          | 不明          | 不明          | 不明          | |               |
| ハラテー (蘭: Galathée)                                                               | ブリッグ        | 18門          | リヴェレイ中佐                                                        | 不明          | 不明          | 不明          | |               |
| ミネルヴァ (蘭: Minerva)                                                              | 6等艦           | 24門          | エーイルブラハト中佐                                                  | 不明          | 不明          | 不明          | |               |
| アジャックス (蘭: Ajax)                                                               | ブリッグ        | 18門          | アルケンバウト大尉                                                    | 不明          | 不明          | 不明          | |               |
| ワークザームヘイト (蘭: Waakzaamheid)                                                 | 6等艦           | 24門          | メインデルト・ファン・ニーロプ中佐                                    | 不明          | 不明          | 不明          | |               |
| アムビュスカーデ (蘭: Ambuscade) *                                                    | 5等艦           | 36門          | J・ヒュエイス中佐                                                     | 不明          | 不明          | 不明          | 捕獲されるもオランダ沿岸で座礁、オランダ側が奪還。                                                                                                |               |
| ダフネー (蘭: Daphné)                                                                 | ブリッグ        | 18門          | フレデリクス大尉                                                      | 不明          | 不明          | 不明          | 重大な損傷。 |               |
| モニケンダム (蘭: Monnikkendam) *                                                     | 5等艦           | 44門          | トマス・ランケステル中佐                                              | 戦死50        | 戦死50        | 戦死50        | 重大な損傷を受け14時に捕獲されたが、その後オランダ沿岸にて難破。                                                                                  |               |
| ハーシェ (蘭: Haasje)                                                                 | 通報艦          | 6門           | ハルティングフェルト大尉                                              | 不明          | 不明          | 不明          | |               |
| 死傷者数合計: 戦死540、負傷620                                                        |                 |               |                                                                       |               |               |               | |               |